# Melanesische boa
De Melanesische boa (Candoia carinata) is een niet-giftige slang die behoort tot de familie reuzenslangen (Boidae).

## Naam en indeling
De wetenschappelijke naam van de soort werd voor het eerst voorgesteld door Johann Gottlob Schneider in 1801. Oorspronkelijk werd de wetenschappelijke naam Boa carinata gebruikt en later werd de soort toegewezen aan het geslacht Enygrus.  De Nederlandstalige naam Melanesische boa is afgeleid van de eilandengroep Melanesië.
De indeling van de ondersoorten van de slang is sterk aan verandering onderhevig geweest. Er worden tegenwoordig twee ondersoorten erkend; Candoia carinata carinata en Candoia carinata tepedeleni. In het verleden werden ook de ondersoorten Candoia carinata superciliosa en Candoia carinata paulsoni beschreven. Deze voormalige ondersoorten worden tegenwoordig als volwaardige soorten gezien, respectievelijk Candoia superciliosa en Candoia paulsoni.

## Uiterlijke kenmerken
De Melanesische boa is een slanke, boombewonende slang met een langere staart, bruin of grijs met een vaalwitte tekening boven de cloaca. De lichaamslengte bedraagt 70 tot 100 cm.

## Leefwijze
Hun voedsel bestaat uit hagedissen, kikkers en kleine zoogdieren.
Melanesische boa's zijn populair in de handel in exotische dieren. Ze hebben geen snelle spijsvertering en kunnen daardoor in gevangenschap gemakkelijk overvoerd worden. De mannetjes kunnen soms problemen geven met voeren, maar de meeste eten toch wel op regelmatige basis.

## Verspreiding
Deze soort komt voor in delen van Azië; in de landen Indonesië en Papoea-Nieuw-Guinea. In Vanuatu is de soort mogelijk geïntroduceerd.